# 나상규
나상규(1978년 11월 24일 ~ )는 대한민국의 희극 배우 겸 영화배우이다.

## 학력
- 대림대학 토목과

## 출연작

### 방송
- 웃찾사 (SBS)
  - 《화상고》
- 개그공화국 (MBN)
- 하땅사 (MBC)
- 생로병사의 비밀 (KBS)
- 개그공화국 (MBN)
- 코미디빅리그 (tvN)
  - 《리액션스쿨》 나 대리
  - 《노량진 랩소디》
  - 《깽스맨》 지브라파 오인택의 부하2
  - 《희극지왕》 하야시 아저씨, 혼다
  - 《원초적 본능》